# Морган (округ, Західна Вірджинія)
Шаблон:StateAbbr_ 39°34′ пн. ш. 78°16′ зх. д. / 39.56° пн. ш. 78.26° зх. д.
Округ Морган (англ. Morgan County) — округ (графство) у штаті Західна Вірджинія, США. Ідентифікатор округу 54065.

## Демографія
За даними перепису 2000 року загальне населення округу становило 14943 осіб, усе сільське. Серед мешканців округу чоловіків було 7343, а жінок — 7600. В окрузі було 6145 домогосподарств, 4345 родин, які мешкали в 8076 будинках. Середній розмір родини становив 2,84.
Віковий розподіл населення поданий у таблиці:
| Стать    | До 15 років | 15-21 | 22-29 | 30-39 | 40-49 | 50-65 | 65-85 | Понад 85 |
| -------- | ----------- | ----- | ----- | ----- | ----- | ----- | ----- | -------- |
| Чоловіки | 1400        | 571   | 649   | 1067  | 1152  | 1400  | 1048  | 56       |
| Жінки    | 1401        | 534   | 647   | 1029  | 1193  | 1425  | 1195  | 176      |

## Суміжні округи
- Вашингтон, Меріленд — північ
- Берклі — схід
- Фредерік, Вірджинія — південний схід
- Гемпшир — південний захід
- Аллегені, Меріленд — північний захід

## Виноски
1. ↑  U.S. Decennial Census. United States Census Bureau. Архів оригіналу за 19 липня 2018. Процитовано 10 січня 2014.
2. ↑  Historical Census Browser. University of Virginia Library. Архів оригіналу за 11 серпня 2012. Процитовано 10 січня 2014.
3. ↑  Population of Counties by Decennial Census: 1900 to 1990. United States Census Bureau. Архів оригіналу за 3 червня 2013. Процитовано 10 січня 2014.
4. ↑  Census 2000 PHC-T-4. Ranking Tables for Counties: 1990 and 2000 (PDF). United States Census Bureau. Архів оригіналу (PDF) за 18 грудня 2014. Процитовано 10 січня 2014.
5. ↑  State & County QuickFacts. United States Census Bureau. Архів оригіналу за 30 червня 2011. Процитовано 10 січня 2014.(англ.) Наведено за англійською вікіпедією.
6. ↑  American FactFinder. Бюро перепису населення США. Архів оригіналу за 26 лютого 2012. Процитовано 31 січня 2008.

| США | Це незавершена стаття з географії США. Ви можете допомогти проєкту, виправивши або дописавши її. |